# 今成誠一
今成 誠一（いまなり せいいち、1950年（昭和25年）8月16日 - ）は、栃木県芳賀郡益子町在住の陶芸家。
窯元の名称は「塵庵」、もしくは「今成窯」。
2001年から作陶を始めた「塊魚（かいぎょ）」シリーズを中心に、益子町、栃木県を中心に関東圏内で個展活動を行なっている。

## 経歴
1950年（昭和25年）、東京都大田区に生まれる。
もともと魚が好きで、水産科があるというので近畿大学農学部を受験した。ところが当時、水産科は人気があり落ちてしまった。浪人は出来ないと考え、宮沢賢治も所属していたという農芸学科（後の応用生命科学科）に入学した。そこには華道部があり、花も好きだったので入部した。中学生の頃に祖母から「花は女がやるもんだ」と言われて納得していたが、入部したら女子の割合が多かったが学生服を来た男性もおり、入部したら華道にはまっていった。授業よりも華道部に顔を出すことが多くなり、いろんな山々へ行きいろんな花を採ってきていろんな形の華を造っていった。
1974年（昭和49年）、近畿大学農学部を卒業するときに、4年間やっていた華道の道に進みたい、と先生に相談した。しかし先生からは「一度は社会人を経験しないといけない」と諭され、先生が紹介してくれた小さな商社に入社した。サラリーマンを3年間務めた。それなりに面白かったが、一生やるには自分にとっては難しいことだった。
ある日、花の展覧会を観に行った時に、備前焼の器に花が生けてあるのを観た。その時に、花よりも備前の器の方が面白いと感じてしまった。1979年（昭和54年）、備前に行き、飛び込みで備前焼の陶芸家である浦上善次（岡山県無形文化財）にお願いをし師事することになった。そして1982年（昭和57年）から「金重利陶苑」に入り、川端文男に師事
。備前焼を学んでいった。
どうにかして備前で独立出来たらと考えていた。ところが備前焼などの「茶の道の陶芸界」はかなり型にはまった封建的な仕組みになっており、外部から入った新人は独立出来ない状況だった。
そのうちに益子から来た人と知り合いになった。その人から益子に先輩がいるから紹介してあげる、という流れで益子にやってきた。備前は岡山市内や倉敷の方からも多数の取引があり、豊かであった。その一方で益子は貧しかった。しかし益子には自由な気風があった。。こうして1986年（昭和61年）、益子に移住し築窯し独立した。
1991年（平成3年）にら日本陶芸展や日本伝統工芸展、そして朝日陶芸展などに入選した。
2001年（平成13年）、大きな魚のオブジェ「塊魚」シリーズの作陶を始める。以降、益子町や栃木県を中心に関東圏内で個展活動を行う。
「器も塊である」と考え、土の塊を動かすように手びねりで陶土をいじり、主に「焼き締め」で窯を焚く。
そして「塊魚」シリーズを作陶するために、水族館などで魚を眺め続け、深海魚を思わせるグロテスクな形と、炎を浴びた土の美しい肌色が深い味わいを醸し出す。
そして近年は更に先を行き、「生命体」や「生命」を、具象的な生き物を越えた生物を象りながら創作活動を行っている。

## 家族
息子にシンガーソングライターの「鳴-nari-」がいる。

## 弟子
- 田代倫章[23][24][25][4]
- 原田省平[26][27][28]